# ニューランズ・クリケット・グラウンド
ニューランズ・クリケット・グラウンド（英: Newlands Cricket Ground, 公式名称を英: Sahara Park Newlands）は、南アフリカ共和国西ケープ州ケープタウンにあるクリケット競技場である。

## 概要
テーブルマウンテン東部のふもとに面し、世界一きれいなクリケット・スタジアムと評される。近くにはニューランズ・スタジアムがある。

## 歴史
最初のテストは1889年、イングランドを迎えての試合。イングランドが202ランで勝利した。これまでの46回のテストマッチを行った。2003年にはクリケット・ワールドカップが開催。1998年にはオージーフットボールのオープン戦（ブリスベンVSフリーマントル）が開催。

## 交通
都市圏道路M33（プロテア・ロード）沿いにあり、ケープタウン中心部から南へ約5kmの位置にある。